# Хипокрена
Хипокрена (на гръцки: Ἵππου κρήνη — конски извор) в древногръцката митология е свещен извор на върха на планината Хеликон.
Според легендата изворът бликнал след удар с копитата на крилатия кон Пегас. За музите, както и касталския извор на Парнас, изворът бил източник на вдъхновение.